# Aleksander
Aleksanderⓘ (stgr. Ἀλέξανδρος, aleksandros – obrońca ludzi) – imię męskie pochodzenia greckiego składające się z dwóch członów: stgr. αλέξειν (bronić, wspomagać) i ἀνδρός (od ἀνήρ – mąż, mężczyzna). Całość bywa interpretowana jako „broniący mężów, troszczący się o mężów, opiekujący się mężami”.
Notuje się wzrost popularności tego imienia wśród imion nadawanych noworodkom w Polsce. Na liście najczęściej nadawanych imion męskich w 2002 Aleksander plasował się na 39 pozycji, w 2005 – na 36, w 2010 – na 17, a w roku 2013 – na 14 pozycji.
Wedle danych PESEL według stanu na 19 stycznia 2024 roku imię to nosiło w Polsce 154 503 mężczyzn.
Aleksander imieniny obchodzi 15 stycznia, 30 stycznia, 26 lutego, 10 marca, 18 marca, 20 marca, 24 marca, 27 marca, 28 marca, 24 kwietnia, 3 maja, 8 maja, 20 maja, 29 maja, 4 czerwca, 6 czerwca, 9 lipca, 10 lipca, 17 lipca, 1 sierpnia, 11 sierpnia, 26 sierpnia, 28 sierpnia, 2 września, 13 września, 21 września, 11 października, 12 grudnia.

## W innych językach
- język angielski – Alexander
- język arabski – Iskander
- język białoruski – Аляксандр, Аляксандар, Алесь (Aliaksandr, Aliaksandar, Aleś)
- esperanto – Aleksandro[7]
- język estoński – Aleksander
- język fiński – Aleksanteri
- język francuski – Alexandre
- język grecki – Ἀλέξανδρος (Aleksandros)
- język hiszpański – Alejandro
- język niemiecki – Alexander
- język perski – Iskandiar
- język portugalski – Alexandre
- język rosyjski – Александр (Aleksandr), Sasza
- język rumuński – Alexandru
- język serbsko-chorwacki – Aleksandar
- język słoweński – Aleksander
- język turecki – Iskender
- język ukraiński – Олександр, Олесь (Oleksandr, Oleś)
- język węgierski – Sándor
- język włoski – Alessandro, Sandro

## Znane osoby noszące imię Aleksander

### Władcy

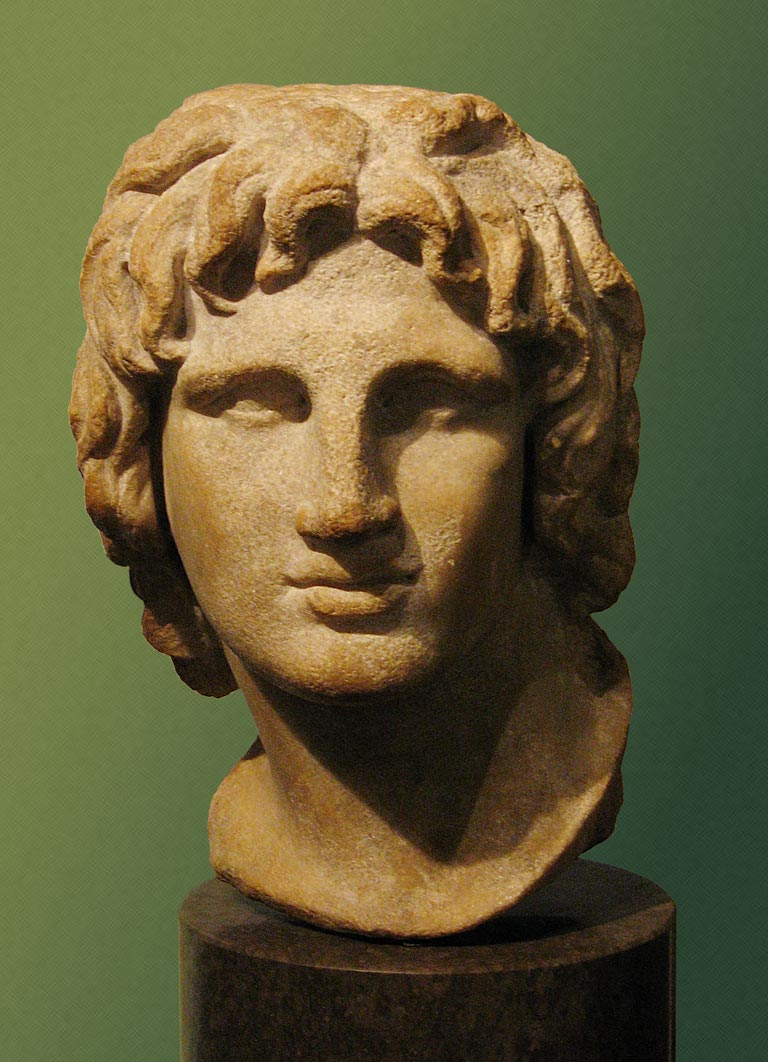
Aleksander Wielki, król Macedonii, jedna z najbardziej znanych osób o tym imieniu

- Aleksander I (?–454 p.n.e.), król Macedonii od ok. 498
- Aleksander Macedoński (Aleksander III Wielki) (356 p.n.e.–323 p.n.e.), król Macedonii
- Aleksander Molossos (?–330 p.n.e.), król Epiru od 342
- Aleksander IV Macedoński (323–310 p.n.e.), syn Aleksandra Macedońskiego, kandydat do tronu Macedonii
- Aleksander I, król Szkocji 1107–1124
- Aleksander II (1198–1249), król Szkocji od 1214
- Aleksander III (1241–1286), król Szkocji od 1249
- Aleksander Newski (ok. 1220–1263), władca Nowogrodu Wielkiego od 1236 i księstwa włodzimiersko-suzdalskiego od 1252, święty prawosławny.
- Aleksander Dobry (?–1432), hospodar mołdawski od 1400
- Aleksander I, król Gruzji 1412–1442
- Aleksander Jagiellończyk (1461–1506), król polski od 1501
- Aleksander I Pawłowicz (Aleksander I Romanow, 1777–1825), cesarz rosyjski od 1801
- Aleksander II Romanow (1818–1881), cesarz rosyjski od 1855
- Aleksander III Romanow (1845–1894), cesarz rosyjski od 1881
- Aleksander I Battenberg (1857–1886), książę Bułgarii od 1879
- Aleksander Obrenović (1876–1903), król serbski od 1889
- Aleksander I Karađorđević (1888–1934), król SHS od 1921, król Jugosławii od 1929
- Aleksander Glücksburg (1893–1920), król Grecji od 1917

### Papieże
- Aleksander I (?–117), święty, papież od 107
- Aleksander II (?–1073), papież od 1061
- Aleksander III (ok. 1100–1181), papież od 1159
- Aleksander IV (1185–1261), papież 1254–1261
- Aleksander V (ok. 1339–1410), antypapież 1409–1410
- Aleksander VI (1430/1431–1503), papież od 1492
- Aleksander VII (1599–1667), papież od 1655
- Aleksander VIII (1610–1691), papież od 1689

### Postacie historyczne i średniowieczne
- Aleksander z Afrodyzji (przełom II i III w.), filozof grecki
- Aleksander z Fiesole (IX wiek) – biskup Fiesole, męczennik i święty katolicki (wspomnienie 6 czerwca)
- Aleksander z Hales (ok. 1180—1245), angielski filozof i teolog
- Aleksander z Malonne (koniec XI w.–1156), biskup płocki

### Pozostałe osoby
- Aleksander Aamodt Kilde (ur. 1992), norweski narciarz alpejski
- Alaksandr Adamowicz (1900–1937), białoruski komunista
- Alaksandr Adamowicz (1927–1994), białoruski pisarz i historyk literatury
- Aleksandr Alechin (1892–1946), rosyjski szachista
- Alessandro Aleotti (ur. 1972), włoski wokalista
- Alessandro Algardi (1598–1654), włoski rzeźbiarz
- Alexander Armstrong (ur. 1970), brytyjski aktor
- Alaksandr Asatkin-Władimirski (1885–1937), radziecki działacz państwowy, komunista, I sekretarz Komunistycznej Partii (bolszewików) Białorusi
- Aleksandras Balčiauskas (1907–1952), litewski duchowny kalwiński
- Aleksander Balos (ur. 1970), amerykański malarz polskiego pochodzenia
- Aleksandr Baranow (1747–1819), rosyjski kupiec i handlarz futer
- Alec Baldwin (ur. 1958), amerykański aktor
- Aleksander Milwiw-Baron (ur. 1983) – polski gitarzysta, kompozytor, producent muzyczny i multiinstrumentalista. Członek zespołu Afromental
- Aleksander Bardini (1913–1995), polski aktor i reżyser
- Alessandro Baricco (ur. 1958), włoski pisarz
- Aleksander Bentkowski (ur. 1941), polski prawnik i polityk
- Aleksander Bojemski (1885–1944), polski inżynier i architekt, profesor Politechniki Warszawskiej
- Aleksandr Bolszunow (ur. 1996), rosyjski biegacz narciarski
- Aleksandr Borodin (1833–1887), rosyjski chemik
- Sandro Botticelli (1445–1510), włoski artysta
- Aleksander Brückner (1856–1939), polski językoznawca, historyk literatury, slawista
- Aleksandr Budycho (1893–1950), radziecki wojskowy
- Alaksandr Burbis (1885–1923), białoruski działacz społeczny i polityczny, teatrolog, historyk i etnograf
- Alexandre Coste (ur. 2003), syn władcy Monako, Alberta II
- Aleksander Chłopek (ur. 1946), poseł
- Aleksander Cinker (ur. 1953), izraelski inżynier i polityk
- Sándor Csoóri (ur. 1930), węgierski pisarz, opozycjonista
- Alaksandr Czarwiakou (1892–1937), białoruski polityk i działacz narodowy, premier Białoruskiej SRR
- Aleksander Czcheidze (1878–1941), gruziński generał, oficer kontraktowy WP w 20-leciu międzywojennym
- Alaksandr Czyhir (ur. 1972), białoruski opozycjonista
- Alaksandr Cwikiewicz (1888–1937), białoruski historyk i działacz polityczno-narodowy
- Aleksander Doba (1946–2021), polski podróżnik
- Aleksandr Domogarow (ur. 1963), rosyjski aktor
- Alessandro Del Piero (ur. 1974), włoski piłkarz
- Alaksandr Dubko (1938–2001), białoruski polityk
- Aleksandr Fadiejew (1901–1956), rosyjski pisarz
- Alex Ferguson (ur. 1941), brytyjski (szkocki) piłkarz i trener
- Aleksander Ford (1908–1980), polski reżyser
- Aleksander Fredro (1793–1876), polski komediopisarz i poeta
- Alexander Gauland (ur. 1946), niemiecki prawnik, dziennikarz i polityk
- Alessandro Guagnini (1534–1614), polski historyk, żołnierz i dziejopis pochodzenia włoskiego
- Alessandro Gavazzi (1809–1889), włoski ksiądz, rewolucjonista, działacz patriotyczny i religijny
- Aleksander Gieysztor (1919–1999), polski historyk
- Aleksander Gierymski (1850–1901), polski malarz
- Aleksander Głowacki (Bolesław Prus) (1847–1912), polski pisarz
- Aleksander Grad (ur. 1962), polski polityk
- Aleksandr Gribojedow (1795–1829), pisarz rosyjski
- Aleksander Groinin (zm. 1944), powstaniec warszawski z batalionu "Zośka"
- Aleksander Gudzowaty (1938–2013), polski biznesmen
- Aleksander Guttry (1813–1891), polski działacz polityczny
- Aleksander Hall (ur. 1953), polski polityk
- Alexander Hamilton (1755–1804), amerykański polityk
- Aleksandr Hercen (1812–1870), rosyjski pisarz, myśliciel społeczny, działacz polityczny
- Alexander Herr (ur. 1978), niemiecki skoczek narciarki
- Aleksander Hirschberg (1847–1907), historyk polski
- Alaksandr Hleb (ur. 1981), białoruski piłkarz
- Alexander von Humboldt, (1769–1859), niemiecki przyrodnik podróżnik i geograf
- Aleksander Kamiński (1903–1978), polski działacz harcerski, pedagog i pisarz
- Alaksandr Kazulin (ur. 1955), białoruski polityk
- Alexander Klaws (ur. 1983), niemiecki piosenkarz
- Aleksander Kłak (ur. 1970), polski piłkarz, wicemistrz olimpijski
- Aleksander Kiereński (1881–1970), polityk rosyjski
- Alexander Koester (1864–1932), niemiecki malarz
- Aleksander Krawczuk (1922-2023), polski historyk, pisarz
- Alaksandr Krynicki (1894–1937), radziecki polityk, I sekretarz Komunistycznej Partii (bolszewików) Białorusi
- Aleksander Krzyżanowski (1895–1951), polski generał, komendant Okręgu Wileńskiego ZWZ-AK.
- Aleksander Kwaśniewski (ur. 1954), prezydent RP
- Aleksandr Lebied (1950–2002), rosyjski polityk
- Aleksandr Legkow (ur. 1982), rosyjski biegacz narciarski
- Aleksandr Litwinienko (1962–2006), podpułkownik KBG/FSB
- Aleksander Litwinowicz (1879–1948), generał dywizji WP
- Aleksander Lubocki (ur. 1956), izraelski matematyk i polityk
- Aleksander Lossow-Niemojowski (1910–1944), polski wojskowy
- Alaksandr Łukaszenka (ur. 1954), prezydent Białorusi
- Aleksander Majkowski (1876–1938), kaszubski pisarz
- Alessandro Manzoni (1785–1873), włoski pisarz epoki romantyzmu
- Aleksander Maliszewski (1901–1978), polski pisarz
- Aleksander Małachowski (1924–2004), polityk, publicysta, wolnomularz
- Sandro Mazzola (ur. 1942), piłkarz włoski
- Aleksandr Miasnikian (1886–1925), radziecki komunista ormiańskiego pochodzenia
- Alaksandr Milinkiewicz (ur. 1947), białoruski matematyk, fizyk i działacz opozycyjny
- Aleksander Narbutt-Łuczyński (1890–1977), generał brygady Wojska Polskiego
- Alessandro Nesta (ur. 1976), włoski piłkarz
- Aleksander Orłowski (1777–1832), malarz
- Aleksander Orłowski (1862–1932), kompozytor, dyrygent chórów
- Aleksandr Owieczkin (ur. 1985), rosyjski hokeista
- Aleksandr Patronow (?–1969), rosyjski wojskowy
- Sándor Petőfi (1823–1849), węgierski poeta
- Alessandro Del Piero (ur. 1974), piłkarz
- Aleksandr Pietrow (1794–1867), rosyjski szachista
- Alessandro Poerio (1802–1848), włoski pisarz
- Alexander Pointner (ur. 1971), austriacki skoczek narciarski i trener
- Aleksander Poniewierka (ur. 1944), polski dowódca wojskowy
- Aleksandr Popow (ur. 1971), rosyjski pływak
- Ołeksandr Potebnia (1835–1891), językoznawca, tłumacz, etnograf, pedagog, filozof
- Alaksandr Pruszynski (1887–1920), białoruski poeta, pisarz, publicysta i działacz narodowy
- Aleksandr Puszkin (1799–1837), rosyjski poeta
- Aleksander Rogalski (1912–1996), polski publicysta, historyk literatury
- Aleksander Rożniecki (1774–1849), polski generał
- Alexander Turner, brytyjski wokalista i założyciel zespołu Arctic Monkeys
- Alexander Rybak (ur. 1986), norweski pisarz, piosenkarz i aktor białoruskiego pochodzenia
- Alessandro Scarlatti (1660–1725), włoski kompozytor okresu baroku
- Aleksander Ścibor-Rylski (1928–1983), polski reżyser i scenarzysta
- Aleksandr Samiedow (ur. 1984), rosyjski piłkarz
- Alexandre José Maria dos Santos (1924–2021), mozambicki duchowny katolicki, arcybiskup Maputo, kardynał
- Alaksandr Siankiewicz (1884–1938), białoruski działacz społeczny i polityczny, lekarz, narkom zdrowia Białoruskiej SRR
- Aleksander Sikora (ur. 1990), polski dziennikarz i prezenter telewizyjny
- Alexander Skarsgård (ur. 1976), szwedzki aktor i reżyser
- Aleksandr Sołżenicyn (1918–2008), rosyjski pisarz
- Aleksander Sopliński (ur. 1942), polski lekarz i działacz ruchu ludowego
- Alaksandr Szlubski (1897–1941), białoruski naukowiec, literaturoznawca i etnograf
- Aleksander Świętochowski (1849–1938), polski pisarz
- Alex Txikon (ur. 1981), hiszpański wspinacz i himalaista narodowości baskijskiej
- Aleksander Tansman (1897–1986), polski kompozytor i pianista
- Aleksander Karol Waza (1614–1634), polski królewicz
- Alexander Pope (1688–1744), angielski poeta
- Alexander Van der Bellen (ur. 1944), prezydent Austrii
- Aleksander Wat (1900–1967), polski poeta i tłumacz
- Aleksander Wrona (ur. 1940), polski hokeista na trawie
- Aleksander Wrona (ur. 1995), polski judoka
- Aleksander Zawadzki (1899–1964), polski polityk komunistyczny, Przewodniczący Rady Państwa PRL
- Aleksander Zniszczoł (ur. 1994), polski skoczek narciarski
- Alexander Zverev (ur. 1997), niemiecki tenisista